# 布施丑雄
布施 丑雄（ふせ うしお、1913年（大正2年）10月16日 - 1966年（昭和41年）3月15日）は、日本の政治家、実業家。石川県鳳至郡穴水町長。布施林業部代表取締役。石川県山林協会副会長。大日本山林会評議員。穴水町森林組合長。

## 経歴
石川県鳳至郡（現鳳珠郡）穴水町出身。布施丑造の長男。1939年、法政大学経済学科卒業。1943年、北陸貨物自動車常務となり専務の後解散により退職する。
1952年3月、石川トヨタ自動車監査役に就任する。同年7月、町議に当選する。1954年4月、4ヵ町村合併の新穴水町初代町長に選ばれた。

## 人物
趣味は読書。宗教は真宗大谷派。住所は石川県鳳至郡穴水町河内。別宅は金沢市味噌蔵町上中丁。

## 家族・親族
布施家
- 父・丑造（1877年 - 1950年、鳳至銀行頭取[4]、石川県多額納税者[3]、農業、林業、穴水町長、石川県会議員）
- 妻・優子（1913年 - ?、岐阜、大坪顕長の長女）[1]
- 長男・豊樹[1]（1945年 - ） - 2006年に穴水町長選挙に立候補したが、落選[5]。
- 二男[1]
- 長女[1]
- 二女[1]

親戚
- 妻の父・大坪顕長（酒造業、岐阜県会議員）[6]